# Rhabdornis à long bec
Rhabdornis grandis
Espèce
Synonymes
- Chlamydera grandis (Salomonsen, 1953)
- Rhabdornis inornatus grandis Salomonsen, 1953

Statut de conservation UICN

 LC  : Préoccupation mineure
Le Rhabdornis à long bec (Rhabdornis grandis) est une espèce d'oiseaux de la famille des Sturnidae.

## Répartition
Cet oieau est endémique de la Sierra Madre (Philippines).